# Laurent Clerc

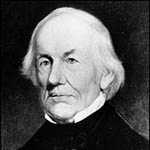
Laurent Clerc

Louis Laurent Marie Clerc (La Balme les Grottes, 26 december 1785 – Hartford (Connecticut), 18 juli 1869) was een Frans-Amerikaanse dovenonderwijzer.
Hij wordt vanwege zijn verdiensten voor de dovenwereld door de Amerikaanse doven De vader van de doven genoemd.
Clerc is de grondlegger van de Amerikaanse Gebarentaal. Verder was hij samen met Thomas Hopkins Gallaudet medeoprichter van de eerste dovenschool op het Amerikaanse continent. Op 15 april 1817 openden zij het "Hartford Asylum for the Education and Instruction of the Deaf and Dumb" in Hartford (Connecticut). De school verhuisde in 1821 en kreeg daarbij zijn huidige naam American School for the Deaf. Het is de oudste nog bestaande dovenschool in de Verenigde Staten.

## Zijn leven
Toen Clerc een jaar oud was viel hij van een stoel in een haard. Daarbij liep hij een permanent litteken op zijn rechterwang op, net onder zijn oor. Zijn familie meende dat dit de oorzaak was van zijn doofheid en onvermogen om te ruiken. Clerc twijfelde daaraan en denkt dat hij waarschijnlijk al zo geboren was. Het litteken vormde later de basis voor zijn naamgebaar (een U-handvorm die twee keer omlaag langs de rechterhand bewogen wordt).

## Laurent (South Dakota)
In South Dakota zou de eerste stad worden gebouwd die volledig ingericht is op gebarentaalgebruikers. De stad zou Laurent (South Dakota) worden genoemd, ter nagedachtenis aan Laurent Clerc, en de eerste inwoners zouden zich er in 2008 kunnen vestigen. In 2007 gingen de projectontwikkelaars failliet. Het plan is nooit verwezenlijkt.